# Labeo cyclorhynchus
Labeo cyclorhynchus is een  straalvinnige vissensoort uit de familie van eigenlijke karpers (Cyprinidae). De wetenschappelijke naam van de soort is voor het eerst geldig gepubliceerd in 1899 door Boulenger.
De soort staat op de Rode Lijst van de IUCN als niet bedreigd, beoordelingsjaar 2009.